# Mouhssine Lahsaini
Mouhcine Lahsaini (em árabe: محسن الحسايني; nascido em 23 de agosto de 1985) é um ciclista marroquino. Nos Jogos Olímpicos de Verão de 2012 em Londres, competiu em duas provas de ciclismo de estrada.